# Zuid-Holland (schip, 1913)
De ZUID-HOLLAND is een wachtschip van Scoutinggroep Hollandse Nachtegalen, tegenwoordig Scouting Alphen aan den Rijn in Alphen aan den Rijn. Het is als varend monument ingeschreven in het Register van de Federatie Varend Erfgoed Nederland. Het schip wordt gebruikt als varend clubhuis en als onderkomen bij vaartochten door het land.
In het ruim vindt men 36 opklapbare kooien voor de zeeverkenners, de kombuis en de toiletten. Achterin in het ruim bevindt zich het washok met een lange waterbak, waar men zich kan opfrissen en omkleden. De theehut, die voor de stuurhut staat, is weliswaar bedoeld voor de staf, maar er wordt ook scheeps- en ereraad gehouden, en MBL-les gegeven. De roef achterop was vroeger de leefruimte van de schipper met een toilet en twee hutten. De roef en het vooronder zijn in principe voor de staf, omdat die er tijdens kampen in slaapt. In de kisten aan dek staat het aggregaat dat het schip van stroom voorziet. Verder wordt hier het koproer bewaard als het niet in gebruik is en alles waarmee de vloot wordt onderhouden.
In de machinekamer staan de motor, de hulpset, de cv-installatie en de accu's die stroom leveren als het aggregaat uitstaat.

## Liggers Scheepmetingsdienst[3]
| Meetnummer | District en volgnr. | Meetdatum        | Meetplaats         | Lengte [m] | Breedte [m] | Inzinking [m] | Waterverplaatsing [ton] | Naam         | Eigenaar                            | Domicilie             |
| ---------- | ------------------- | ---------------- | ------------------ | ---------- | ----------- | ------------- | ----------------------- | ------------ | ----------------------------------- | --------------------- |
| Ga1247N    | Gouda 1247          | 4 september 1913 | Alphen a/d Rijn    | 28,65      | 5,00        | –             | 128,567                 | ZUID-HOLLAND | C. Kleibeuker Domicilie:            | Ouderkerk a/d IJssel  |
| Ga2514N    | Gouda 2514          | 2 januari 1931   | Gouda              | 28,38      | 4,99        | 1,84          | 125,234                 | ZUID-HOLLAND | Wed. Kleibeuker                     | Ouderkerk a.d. lJssel |
| R17895N    | Rotterdam 17895     | 20 maart 1951    | Krimpen a/d IJssel | 35,40      | 4,98        | 2,05          | 200,692                 | ZUID-HOLLAND | J. Kleibeuker                       | Ouderkerk a/d IJssel  |
| R25166N    | Rotterdam 25166     | 24 december 1959 | –                  | 35,00      | 4,00        | 2,00          | 189,988 ton             | ZUID-HOLLAND | Scoutinggroep Hollandse Nachtegalen | Alphen a/d Rijn       |